# Erinaceus
Erinaceus és un gènere d'eriçons originaris d'Euràsia. El gènere conté quatre espècies, que són les següents:
- Eriçó de Manxúria (Erinaceus amurensis)
- Eriçó fosc oriental (Erinaceus concolor)
- Eriçó comú (Erinaceus europeaeus)
- Eriçó de pit blanc septentrional (Erinaceus roumanicus)